# Михайлов Борис Петрович
Борис Михайлов (рос. Борис Петрович Михайлов, нар. 6 жовтня 1944, Москва) — радянський хокеїст, що грав на позиції крайнього нападника. Грав за збірну команду СРСР. Згодом — хокейний тренер.
Олімпійський чемпіон. 
Одружений, має двох синів Єгора та Андрія, які також були хокеїстами. 

## Ігрова кар'єра
Хокейну кар'єру розпочав 1965 року виступами за команду «Локомотив» (Москва).
Протягом професійної клубної ігрової кар'єри, що тривала 20 років, захищав кольори команд «Кристал» (Саратов), «Локомотив» (Москва) та ЦСКА (Москва).
У складі ЦСКА виступав в першій ланці, де його партнерами в різні роки були Володимир Петров, Валерій Харламов, Гелмут Балдеріс та Володимир Крутов.
Виступав за збірну СРСР, провів 120 ігор в її складі, закинув 109 шайб. Капітан збірної СРСР у 1972—1980 роках.

## Тренерська кар'єра
У 1981—1984, 1992—1997, 2002—2005 роках та в березні—листопаді 2006 року — головний тренер СКА (Санкт-Петербург) (третій призер чемпіонату МХЛ 1994); у 1998—2001 роках — головний тренер ЦСКА.
З листопада 2007 року по 2009 рік — головний тренер ХК «Металург» (Новокузнецьк).
Під його керівництвом (1992—1995, 2001—2002 роки) збірна Росії в 1993 році вперше у своїй історії виграла золоті медалі чемпіонату світу, а в 2002 році стала віцечемпіоном. Входив до тренерського штабу збірної Росії на чемпіонатах світу 2005 та 2006 років та Олімпійських іграх 2006.

## Досягнення
- 8-разовий чемпіон світу — 1969—1971, 1973—1975, 1978, 1979
- 11-разовий чемпіон СРСР — 1968, 1970—1973, 1975, 1977—1981
- 2-разовий Олімпійський чемпіон — 1972, 1976

## Статистика

### Клубні виступи
| Сезон         | Клуб                 | Ліга          | Регулярний сезон | Регулярний сезон | Регулярний сезон | Регулярний сезон | Регулярний сезон |
| Сезон         | Клуб                 | Ліга          | І                | Г                | П                | О                | ШХ               |
| ------------- | -------------------- | ------------- | ---------------- | ---------------- | ---------------- | ---------------- | ---------------- |
| 1965–66       | «Локомотив» (Москва) | СРСР          | 28               | 18               | 8                | 26               | 8                |
| 1966–67       | «Локомотив» (Москва) | СРСР          | 44               | 20               | 7                | 27               | 16               |
| 1967–68       | ЦСКА (Москва)        | СРСР          | 43               | 29               | 16               | 45               | 16               |
| 1968–69       | ЦСКА (Москва)        | СРСР          | 42               | 36               | 14               | 50               | 14               |
| 1969–70       | ЦСКА (Москва)        | СРСР          | 44               | 40               | 15               | 55               | 22               |
| 1970–71       | ЦСКА (Москва)        | СРСР          | 40               | 32               | 15               | 47               | 16               |
| 1971–72       | ЦСКА (Москва)        | СРСР          | 31               | 20               | 13               | 33               | 18               |
| 1972–73       | ЦСКА (Москва)        | СРСР          | 30               | 24               | 13               | 37               | 20               |
| 1973–74       | ЦСКА (Москва)        | СРСР          | 31               | 18               | 9                | 27               | 12               |
| 1974–75       | ЦСКА (Москва)        | СРСР          | 35               | 40               | 11               | 51               | 30               |
| 1975–76       | ЦСКА (Москва)        | СРСР          | 36               | 31               | 8                | 39               | 43               |
| 1976–77       | ЦСКА (Москва)        | СРСР          | 34               | 28               | 23               | 51               | 10               |
| 1977–78       | ЦСКА (Москва)        | СРСР          | 35               | 32               | 20               | 52               | 18               |
| 1978–79       | ЦСКА (Москва)        | СРСР          | 43               | 30               | 24               | 54               | 23               |
| 1979–80       | ЦСКА (Москва)        | СРСР          | 41               | 27               | 23               | 50               | 19               |
| 1980–81       | ЦСКА (Москва)        | СРСР          | 15               | 4                | 5                | 9                | 4                |
| Усього в СРСР | Усього в СРСР        | Усього в СРСР | 572              | 429              | 224              | 653              | 289              |

### Збірна
| Рік                | Команда            | Турнір             | І   | Г   | П  | О   | ШХ |
| ------------------ | ------------------ | ------------------ | --- | --- | -- | --- | -- |
| 1969               | СРСР               | ЧС                 | 9   | 9   | 5  | 14  | 6  |
| 1970               | СРСР               | ЧС                 | 10  | 7   | 3  | 10  | 2  |
| 1971               | СРСР               | ЧС                 | 9   | 7   | 3  | 10  | 2  |
| 1972               | СРСР               | ОІ                 | 3   | 2   | 0  | 2   | 0  |
| 1972               | СРСР               | ЧС                 | 10  | 11  | 2  | 13  | 6  |
| 1972               | СРСР               | СС                 | 8   | 2   | 3  | 5   | 9  |
| 1973               | СРСР               | ЧС                 | 10  | 16  | 13 | 29  | 4  |
| 1974               | СРСР               | ЧС                 | 10  | 8   | 8  | 16  | 16 |
| 1974               | СРСР               | СС                 | 7   | 4   | 2  | 6   | 0  |
| 1976               | СРСР               | ОІ                 | 6   | 3   | 1  | 4   | 2  |
| 1976               | СРСР               | ЧС                 | 10  | 7   | 6  | 13  | 8  |
| 1977               | СРСР               | ЧС                 | 10  | 12  | 7  | 19  | 4  |
| 1979               | СРСР               | КВ                 | 3   | 3   | 0  | 3   | 0  |
| 1979               | СРСР               | ЧС                 | 8   | 4   | 8  | 12  | 0  |
| 1980               | СРСР               | ОІ                 | 7   | 6   | 5  | 11  | 2  |
| Національна збірна | Національна збірна | Національна збірна | 120 | 102 | 65 | 167 | 61 |